# Мужская сборная ветеранов Словении по кёрлингу
Мужская сборная ветеранов Словении по кёрлингу — национальная мужская сборная команда, составленная из игроков возраста 50 лет и старше. Представляет Словению на международных соревнованиях по кёрлингу. Управляющей организацией выступает Ассоциация кёрлинга Словении (словен. Curling zveza Slovenije, англ. Slovenian Curling Assocation).

## Результаты выступлений

### Чемпионаты мира
| Год     | Место                                           | И                                               | В                                               | П                                               | Состав (скипы выделены шрифтом)                 | Состав (скипы выделены шрифтом)                 | Состав (скипы выделены шрифтом)                 | Состав (скипы выделены шрифтом)                 | Состав (скипы выделены шрифтом)                 | Состав (скипы выделены шрифтом)                 |                                                 |
| Год     | Место                                           | И                                               | В                                               | П                                               | четвёртый                                       | третий                                          | второй                                          | первый                                          | запасной                                        | тренер                                          |                                                 |
| ------- | ----------------------------------------------- | ----------------------------------------------- | ----------------------------------------------- | ----------------------------------------------- | ----------------------------------------------- | ----------------------------------------------- | ----------------------------------------------- | ----------------------------------------------- | ----------------------------------------------- | ----------------------------------------------- | ----------------------------------------------- |
| 2002—15 | не участвовали                                  | не участвовали                                  | не участвовали                                  | не участвовали                                  | не участвовали                                  | не участвовали                                  | не участвовали                                  | не участвовали                                  | не участвовали                                  | не участвовали                                  | не участвовали                                  |
| 2016    | 18                                              | 7                                               | 1                                               | 6                                               | Mitja Resman                                    | Matjaz Prezelj                                  | Marko Stravs                                    | Robert Susanj                                   |                                                 | Matej Smuc                                      |                                                 |
| 2017    | не участвовали                                  | не участвовали                                  | не участвовали                                  | не участвовали                                  | не участвовали                                  | не участвовали                                  | не участвовали                                  | не участвовали                                  | не участвовали                                  | не участвовали                                  | не участвовали                                  |
| 2018    | 20                                              | 6                                               | 2                                               | 4                                               | Matjaz Prezelj                                  | Mitja Resman                                    | Marko Stravs                                    | Robert Susanj                                   | Silvo Praprotnik                                | Matej Smuc                                      |                                                 |
| 2019    | не участвовали                                  | не участвовали                                  | не участвовали                                  | не участвовали                                  | не участвовали                                  | не участвовали                                  | не участвовали                                  | не участвовали                                  | не участвовали                                  | не участвовали                                  | не участвовали                                  |
| 2020—21 | чемпионат не проводился из-за пандемии COVID-19 | чемпионат не проводился из-за пандемии COVID-19 | чемпионат не проводился из-за пандемии COVID-19 | чемпионат не проводился из-за пандемии COVID-19 | чемпионат не проводился из-за пандемии COVID-19 | чемпионат не проводился из-за пандемии COVID-19 | чемпионат не проводился из-за пандемии COVID-19 | чемпионат не проводился из-за пандемии COVID-19 | чемпионат не проводился из-за пандемии COVID-19 | чемпионат не проводился из-за пандемии COVID-19 | чемпионат не проводился из-за пандемии COVID-19 |
| 2022    | не участвовали                                  | не участвовали                                  | не участвовали                                  | не участвовали                                  | не участвовали                                  | не участвовали                                  | не участвовали                                  | не участвовали                                  | не участвовали                                  | не участвовали                                  | не участвовали                                  |
| 2023    | 21                                              | 7                                               | 1                                               | 6                                               | Gregor Rigler                                   | Silvo Praprotnik                                | Marijan Kremzar                                 | Marjan Petric                                   | Darko Gregori                                   | Grega Arh                                       |                                                 |
| 2024    | не участвовали                                  | не участвовали                                  | не участвовали                                  | не участвовали                                  | не участвовали                                  | не участвовали                                  | не участвовали                                  | не участвовали                                  | не участвовали                                  | не участвовали                                  | не участвовали                                  |
| 2025    | 22                                              | 5                                               | 2                                               | 3                                               | John Kajin                                      | John Kolenko                                    | Tony Krosel                                     | Val Koncan                                      | Stan Ulcar                                      | John Kumer                                      |                                                 |

(данные с сайта результатов и статистики ВФК: )